# 卡洛琳娜·米哈爾丘克
卡洛琳娜·安娜·米哈爾丘克（波蘭語：Karolina Anna Michalczuk，1979年12月6日—）是一名波蘭女子拳擊運動員。她是世界拳擊錦標賽冠軍及兩次歐洲拳擊錦標賽冠軍。她出生在波蘭東部的布熱茲。她的俱樂部是Paco Lublin。
她代表波蘭參加了在倫敦舉行的2012年夏季奧林匹克運動會蠅量級比賽，並在十六強賽中以14-19敗給印度的瑪麗·科姆。

## 外部連結
- AIBA London 2012 Profile （页面存档备份，存于）